# کلینت لووری
کلینت لووری (به انگلیسی: Clint Lowery) (زاده ۱۵ دسامبر ۱۹۷۱) نوازنده گیتار گروه هوی متال سونداست می‌باشد. او کار خود را با گروه "استیل رین" شروع کرد و بعد از ۳ سال وارد گروه "سونداست" شد. او به عنوان فرد کلیدی و تأثیرگذار در این گروه شناخته شده‌است که همکاریش تاکنون منجر به انتشار ۷ آلبوم استودیویی شد. در سال ۲۰۰۴ خبر داده شد که کلینت لووری گروه را ترک کرده و به "دارک نیو دی" پیوسته است. او یک سال بعد، آلبوم جدیدی را به همراه این گروه بیرون داد و حضور مؤثری در ساخت و ارائه این آلبوم داشت. اندکی بعد نیز یک آلبوم اضافی منتشر کردند. او یک سال بعد به گروه کورن پیوست و در ضبط آلبوم "آلبوم بی نام" به آن‌ها کمک کرد. بعد از انتشار هفتمین آلبوم سونداست، خبرها حاکی از آن بود که کلینت لووری به گروه سابق خود بازگشته است. در اواخر سال ۲۰۰۸، او یک آلبوم اضافی (EP) شامل شش آهنگ را منتشر کرد که به تهیه‌کنندگی برادرش کوری لووری (بیسیست گروه "دارک نیو دی") انجام گرفت. در این آلبوم تمامی آلات موسیقی شامل درامز، گیتار، وکالز و بیس را خود او انجام داده و نام این آلبوم را "لرز" گذاشته است. کلینت لووری دومین آلبوم سولوی خود را در نوزدهم آوریل ۲۰۱۱ با نام "کلماتی که به‌خوبی سروده می شوند" منتشر کرد.
اواخر سال ۲۰۱۲ او به همراه مورگان روس گروه کال می نو وان را تأسیس کرد.